# RCA CDP1861
RCA CDP1861 — электронный компонент, микросхема видеоконтроллера, выпущенная компанией Radio Corporation of America (RCA) в середине 1970-х годов. Входила в набор микросхем поддержки микропроцессора RCA 1802 и использовалась в системах, построенных на его основе. Стоимость микросхемы в 1977 году составляла менее 20 долларов США.
Микросхема применялась в плате видеоадаптера «Pixie» для микрокомпьютера COSMAC ELF. Название этого видеоадаптера часто используется в качестве прозвища микросхемы в разных источниках. Также она применялась в микрокомпьютерах COSMAC VIP, Telmac 1800, Oscom Nano и в игровой консоли RCA Studio II.
Микросхема была выполнена по КМОП-технологии, выпускалась в корпусе DIP24 и требовала для работы минимум внешних компонентов. Генерируемый видеосигнал соответствовал стандарту NTSC. Также выпускалась версия микросхемы CDP1864 для стандарта PAL.
Микросхема позволяла отображать монохромное растровое изображение с разрешением 64×128 пикселей. Состояние каждого пикселя занимало один бит памяти, таким образом для хранения всего изображения требовалось 1024 байта памяти. Для снижения объёма требуемой памяти и для получения квадратных пикселей разрешение могло быть программно снижено до 64×64 (512 байт) или 64×32 пикселей (256 байт). Для обращения микросхемы к памяти использовался встроенный контроллер ПДП процессора 1802.
В связи с прекращением выпуска микросхемы и её труднодоступностью, в 2004 году энтузиастами компьютеров семейства ELF был разработан её полный функциональный аналог под названием STG1861. Он выполнен в виде платы с несколькими микросхемами программируемой логики и разъёмом DIP24 для установки на место оригинальной микросхемы. Схема и прошивки устройства находятся в свободном доступе.